# Arab Futsal Cup
Der Arab Futsal Cup ist die Futsalmeisterschaft der Arabischen Länder Afrikas und Asiens. Der Wettbewerb wurde 1998 erstmals ausgespielt und nach längeren Unterbrechungen von 1999 bis 2004 und 2009 bis 2020 zuletzt wieder jährlich ausgetragen. Organisiert wird das Turnier vom arabischen Fußballverband UAFA.

## Die Turniere im Überblick
| Jahr         | Gastgeber         | Finale            | Finale            | Finale            | Spiel um Platz drei | Spiel um Platz drei        | Spiel um Platz drei |
| Jahr         | Gastgeber         | Sieger            | Ergebnis          | 2. Platz          | 3. Platz            | Ergebnis                   | 4. Platz            |
| ------------ | ----------------- | ----------------- | ----------------- | ----------------- | ------------------- | -------------------------- | ------------------- |
| 1998 Details | Ägypten           | Ägypten           | 8:4               | Marokko           | Libyen              | 6:2                        | Palästina           |
| 1999–2004    | Nicht ausgetragen | Nicht ausgetragen | Nicht ausgetragen | Nicht ausgetragen | Nicht ausgetragen   | Nicht ausgetragen          | Nicht ausgetragen   |
| 2005 Details | Ägypten           | Ägypten           | 5:1               | Marokko           | Libanon             | 8:5                        | Libyen              |
| 2007 Details | Libyen            | Libyen            | Ligasystem        | Ägypten           | Libanon             | Ligasystem                 | Marokko             |
| 2008 Details | Ägypten           | Libyen            | 3:2               | Ägypten           | Jordanien           | 4:1                        | Libanon             |
| 2009–2020    | Nicht ausgetragen | Nicht ausgetragen | Nicht ausgetragen | Nicht ausgetragen | Nicht ausgetragen   | Nicht ausgetragen          | Nicht ausgetragen   |
| 2021 Details | Ägypten           | Marokko           | 4:0               | Ägypten           | Bahrain             | Unterlegene Halbfinalisten | VA Emirate          |
| 2022 Details | Saudi-Arabien     | Marokko           | 3:0               | Irak              | Ägypten             | Unterlegene Halbfinalisten | Kuwait              |
| 2023 Details | Saudi-Arabien     | Marokko           | 7:1               | Kuwait            | Algerien            | Unterlegene Halbfinalisten | Libyen              |